# Fritz Bastian
 (avril 2009).
Si vous disposez d'ouvrages ou d'articles de référence ou si vous connaissez des sites web de qualité traitant du thème abordé ici, merci de compléter l'article en donnant les références utiles à sa vérifiabilité et en les liant à la section « Notes et références ».
Frederick Ellison « Fritz » Bastian, né le 11 février 1898 à Indianapolis et mort le 27 février 1944 dans la même ville, est un joueur de tennis américain.

## Carrière
Fritz Bastian a remporté deux titres à Cincinnati en 1917 et 1919, un tournoi considéré à l'époque comme l'un des plus prestigieux. Il gagne également le tournoi en double avec John Hennessey en 1920, après avoir atteint la finale en 1917 et en 1919.